# Nicolás Burdisso
Nicolás Andrés Burdisso (Altos de Chipión, Córdoba; 12 de abril de 1981) es un exfutbolista y dirigente deportivo argentino que se desempeñaba como defensa central. Su último equipo fue el Torino de la Serie A italiana. Actualmente se encuentra libre tras desempeñarse durante como director deportivo de la Fiorentina de Italia de la Serie A entre 2021 y 2024.
Surgido de las inferiores de Newell's Old Boys, hasta que quien era su mentor, el exjugador y entrenador de juveniles Jorge Griffa, pasa a desempeñarse como director general del Departamento de Fútbol Amateur de Boca Juniors, llevándose a esa institución al joven jugador. 
Debutó profesionalmente en la Primera División de Argentina con Boca Juniors, logró convertirse en un referente del equipo y llegó a conquistar siete títulos en su etapa con el conjunto xeneize, entre los cuales se destacan tres Copa Libertadores de América en las ediciones 2000, 2001 y 2003, además de la extinta Copa Intercontinental, en los años 2000 (frente al Real Madrid) y 2003 (frente al A.C. Milan).
Tuvo una destacada trayectoria en el fútbol italiano, especialmente en el Inter de Milán, club en el cual se mantuvo durante 5 años para luego ser transferido a AS Roma. 
Fue internacional con la selección de fútbol de Argentina en un total de 49 participaciones, convirtiendo dos goles. Con la selección de fútbol sub-20 de Argentina se consagró campeón de la Copa Mundial de Fútbol Juvenil de 2001 y con la selección olímpica conquistó el oro olímpico en fútbol en Atenas 2004. Se desempeñó como director deportivo de Boca Juniors, cargo mediante el cual ha tenido una gran influencia en fichajes como el de Daniele De Rossi. Dejó su cargo cuando Daniel Angelici perdió las elecciones del club en manos de Jorge Amor Ameal y Juan Román Riquelme.
Es el hermano de los también futbolistas Guillermo Burdisso y Mateo Burdisso.

## Vida personal
Junto a su mujer, Belén Soler Valle, manejan una bodega de vinos llamada «Vinos de Potrero».

## Trayectoria

### Boca Juniors (1999-2004)
Surgido de las divisiones inferiores de Newell's Old Boys, hasta que quien era su mentor, el exjugador y entrenador de juveniles Jorge Griffa, pasa a desempeñarse como director general del Departamento de Fútbol Amateur de Boca Juniors, llevándose a esa institución al joven jugador. 
Debutó profesionalmente en la Primera División de Argentina con Club Atlético Boca Juniors. Fue como defensor titular, el 10 de octubre de 1999, en un partido que su equipo derrotó 2-0 a Instituto de Córdoba por el Torneo Apertura 1999. Ese fue su único partido en ese año.
En el 2000 tuvo más rodaje en el primer equipo, aunque siempre como suplente de Walter Samuel y Jorge Bermúdez. Ese año obtuvo 3 títulos: la Copa Libertadores de América, el Torneo Apertura 2000 y la Copa Intercontinental, en la cual Boca Juniors venció 2-1 al Real Madrid. Terminó jugando 18 partidos sin convertir goles.
Con la partida de Samuel al AS Roma, Nicolás disputó el puesto de marcador central con Aníbal Matellán. El 25 de febrero, en el marco del Torneo Clausura, marcó su primer gol en su carrera en un partido frente a Newell's Old Boys que finalizó 2-2. Una semana después, el 4 de marzo, volvió a marcar un gol en la derrota por 1-2 frente a Racing Club. Ese año terminó jugando 44 partidos y marcando 3 goles, además de obtener la Copa Libertadores por segunda vez consecutiva.
En el 2002, aunque no logró ningún título, terminó afianzándose como titular en la defensa. En la Copa Libertadores marcó su primer gol en una competencia internacional, al poner en ventaja a su equipo frente a Montevideo Wanderers, que finalmente terminó 2-0. Aunque jugó menos partidos que el año anterior (36 encuentros en total), terminó jugando todos los encuentros del Torneo Apertura en la segunda mitad del año.
En el 2003 se terminó de afianzar definitivamente en la defensa titular. Al igual que en el año 2000, obtuvo la triple corona: Copa Libertadores, Torneo Apertura y Copa Intercontinental, ganándole en la final al AC Milan de Italia. Finalizó el año con 43 partidos disputados.
En el 2004 no logró obtener ningún título, aunque finalizó segundo en el Torneo Clausura y subcampeón de la Copa Libertadores. En el torneo internacional marcó un gol en la final contra Once Caldas, pero su equipo terminó perdiendo en la definición por penales, donde falló su correspondiente penal. Ese fue su último partido en Boca.
En su paso por Boca Juniors jugó un total de 164 partidos y marcó 6 goles, ganando 7 títulos.

### Inter de Milán (2004-2009)
En julio de 2004 pasó a jugar al FC Internazionale Milano, junto a otros argentinos como Juan Sebastián Verón, Esteban Cambiasso, Julio Cruz, Kily González y Javier Zanetti. El club italiano compró su pase en 4,5 millones de dólares. Su primer partido lo jugó el 22 de septiembre de 2004 en la derrota por 2-3 frente al Atalanta Bergamasca Calcio. Sin embargo, se perdió casi por completo la temporada 2004-05 debido a que regresó a Argentina para cuidar a su hija, la cual le diagnosticaron leucemia y finalmente pudo recuperarse.
A mediados de 2005 regresó a su respectivo club y obtuvo la Copa Italia, la Supercopa de Italia y la Liga italiana en el 2006. Ese mismo año cambió su dorsal número 3 por la número 16, convirtiéndose en el último jugador en el Inter de Milán en llevar ese número, ya que fue retirado en homenaje al fallecido Giacinto Facchetti.
En el 2007 obtuvo el bicampeonato al ganar la Liga italiana. En la Liga de Campeones de la UEFA quedó eliminado en octavos de final por el Valencia CF. En el partido de vuelta, jugado el 5 de marzo, luego de una pelea entre jugadores de ambos equipo, Burdisso sufrió una fractura de tabique nasal provocado por un golpe del español David Navarro. Finalmente la UEFA lo sancionó junto a otros jugadores que también intervinieron en la pelea.
En el 2008 vuelve a salir campeón de la Liga italiana y la Supercopa de Italia y, en el 2009, consigue el tetracampeonato al obtener otra vez la Liga italiana. Con ese título se convirtió en futbolista argentino con más títulos oficiales, solo por debajo de Alfredo Di Stéfano.

### AS Roma (2009-2013)

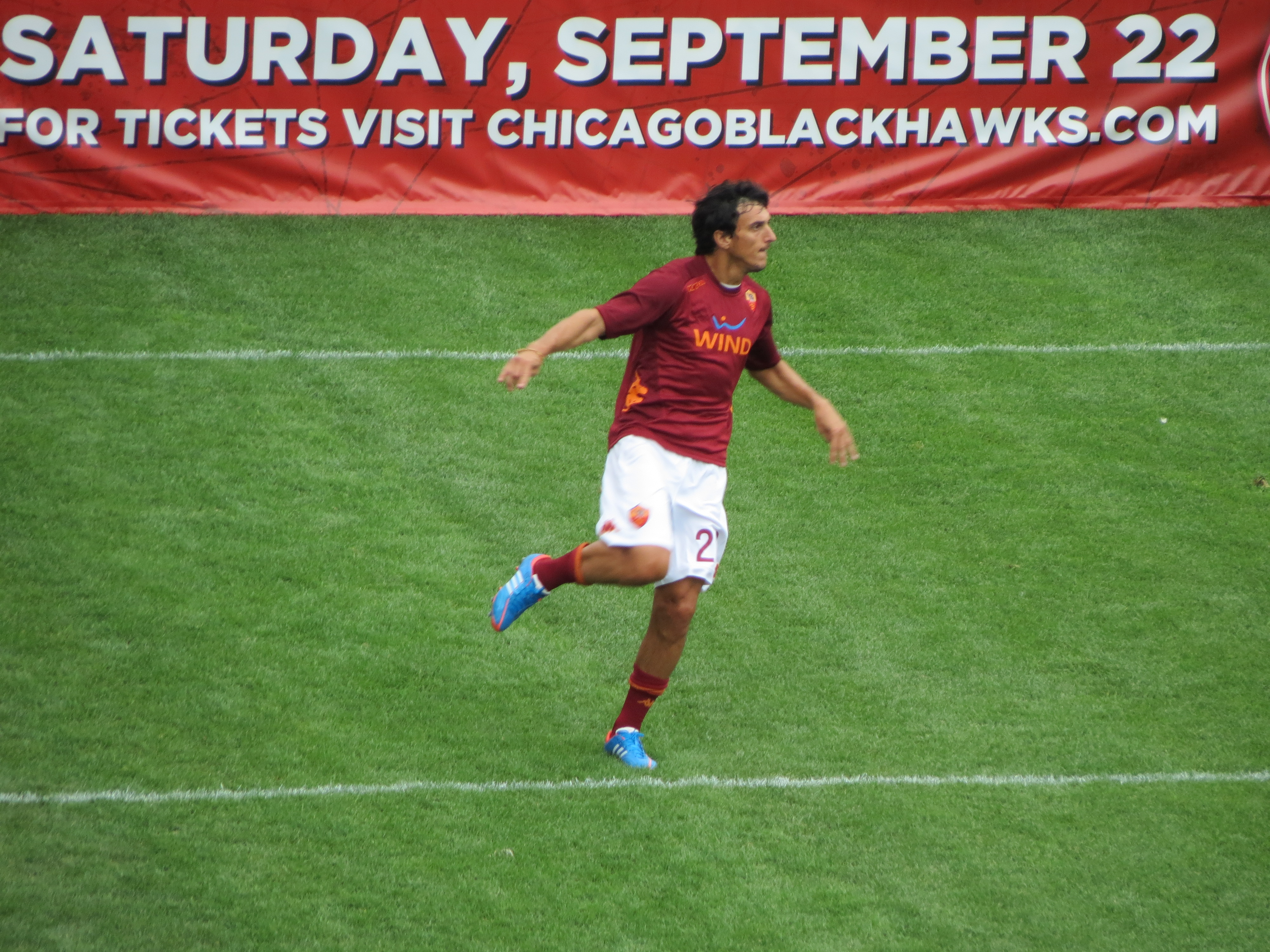
Burdisso durante un partido con el AS Roma.

A mediados de 2009 pasó a jugar al AS Roma, en calidad de préstamo por un año. Burdisso tuvo una buena temporada en el club romano, siendo una de las figuras del equipo que peleó la Liga Italiana con el Inter de Milán, aunque finalmente quedó en segundo lugar. Es así que los dirigentes del club capitalino decidieron comprar el pase del defensor para la próxima temporada pagando 8 millones de euros por el mismo al Inter de Milán.
Curiosamente cuando el conjunto nerazurro venció 3-1 a la AS Roma por la Supercopa de Italia, el defensor había finalizado su préstamo con los Giallorossi y había vuelto a su antiguo club, por lo que se lo considera campeón del torneo pese a no haber participado de ese encuentro.

### Genoa CFC (2014-2017)
El 23 de enero de 2014 es transferido al Genoa CFC, por una suma simbólica de € 1.000. El 26 de enero próximo hace su debut con la camiseta Rossoblu en la igualdad 3-3 ante la Fiorentina. En su primera temporada jugó 15 partidos sin lograr anotaciones.
En la siguiente temporada hace su debut el 31 de agosto en Marassi en el primer partido de la temporada contra el Napoli. Después de la venta, en el mercado de invierno, de Luca Antonelli al AC Milan se convierte en el nuevo capitán del Genoa.
El 22 de junio de 2015 renueva su contrato con el club italiano hasta junio de 2017.

## Selección nacional

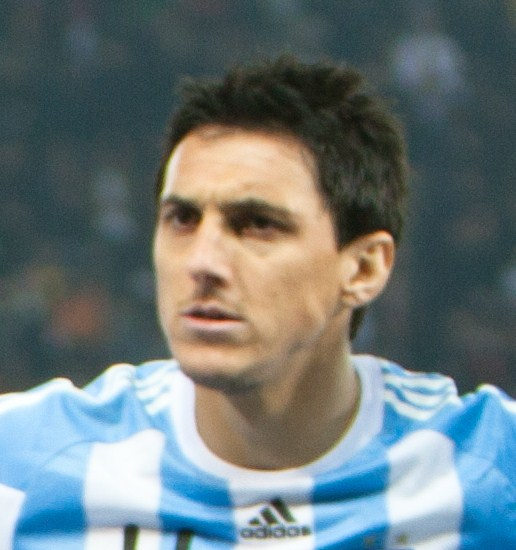
Burdisso durante un partido en 2011.

Fue parte del equipo argentino que ganó en 2001 el Campeonato Mundial Juvenil de Fútbol. Debutó en la selección mayor el 31 de enero de 2003 en el juego Argentina vs. Honduras. Fue campeón de los Juegos Olímpicos de Atenas 2004 y convocado para integrar el plantel que disputó la Copa Mundial de Fútbol de 2006, jugando 3 partidos. Asimismo, fue convocado por Alfio Basile para una serie de partidos de las eliminatorias 2010. En el encuentro ante Venezuela sufrió una lesión en el cráneo. Diego Maradona lo volvió a convocar para partidos eliminatorios y para el amistoso ante Alemania. Finalmente fue convocado para disputar el mundial de Sudáfrica 2010.
El 15 de noviembre de 2011, disputando un encuentro por Eliminatorias Sudamericanas para el Mundial de Brasil 2014, se lesionó entrando fuertemente ante el jugador colombiano James Rodríguez, estuvo fuera de las canchas 8 meses.

### Participaciones en Copas del Mundo
| Mundial                  | Sede      | Resultado        | Partidos | Goles |
| ------------------------ | --------- | ---------------- | -------- | ----- |
| Copa Mundial Sub-20 2001 | Argentina | Campeón          | 4        | 0     |
| Copa Mundial 2006        | Alemania  | Cuartos de final | 3        | 0     |
| Copa Mundial 2010        | Sudáfrica | Cuartos de final | 5        | 0     |

### Participaciones en Copa América
| Copa América      | Sede      | Resultado        | Partidos | Goles |
| ----------------- | --------- | ---------------- | -------- | ----- |
| Copa América 2007 | Venezuela | Subcampeón       | 1        | 0     |
| Copa América 2011 | Argentina | Cuartos de final | 4        | 0     |

## Clubes

### Como jugador
| Club              | País      | Año       |
| ----------------- | --------- | --------- |
| C.A. Boca Juniors | Argentina | 1999-2004 |
| Inter de Milán    | Italia    | 2004-2009 |
| AS Roma           | Italia    | 2009-2013 |
| Genoa CFC         | Italia    | 2014-2017 |
| Torino F.C.       | Italia    | 2017-2018 |

### Como mánager
| Club              | País      | Año       |
| ----------------- | --------- | --------- |
| C.A. Boca Juniors | Argentina | 2018-2019 |
| ACF Fiorentina    | Italia    | 2021-2024 |

## Estadísticas

### Clubes
Actualizado al último partido, jugado el 13 de mayo de 2017.
| Club | Div.                | Temporada           | Liga | Liga | Liga | Copas Nacionales(1) | Copas Nacionales(1) | Copas Nacionales(1) | Copas Internacionales(2) | Copas Internacionales(2) | Copas Internacionales(2) | Total | Total | Total |
| Club | Div.                | Temporada           | PJ   | G    | A    | PJ                  | G                   | A                   | PJ                       | G                        | A                        | PJ    | G     | A     |
| --- | ------------------- | ------------------- | ---- | ---- | ---- | ------------------- | ------------------- | ------------------- | ------------------------ | ------------------------ | ------------------------ | ----- | ----- | ----- |
| Boca Juniors Argentina | 1.ª                 | 1999/00             | 9    | 0    | ?    | -                   | -                   | -                   | 2                        | 0                        | ?                        | 11    | 0     | ?     |
| Boca Juniors Argentina | 1.ª                 | 2000/01             | 17   | 2    | ?    | -                   | -                   | -                   | 14                       | 0                        | ?                        | 31    | 2     | ?     |
| Boca Juniors Argentina | 1.ª                 | 2001/02             | 26   | 1    | ?    | -                   | -                   | -                   | 12                       | 1                        | ?                        | 37    | 2     | ?     |
| Boca Juniors Argentina | 1.ª                 | 2002/03             | 30   | 0    | ?    | -                   | -                   | -                   | 12                       | 0                        | ?                        | 42    | 0     | ?     |
| Boca Juniors Argentina | 1.ª                 | 2003/04             | 28   | 1    | ?    | -                   | -                   | -                   | 14                       | 1                        | ?                        | 42    | 2     | ?     |
| Boca Juniors Argentina | Total               | Total               | 110  | 4    | ?    | -                   | -                   | -                   | 54                       | 2                        | ?                        | 164   | 6     | ?     |
| Inter de Milán · Italia | 1.ª                 | 2004/05             | 8    | 0    | 0    | 4                   | 0                   | 0                   | 3                        | 0                        | 0                        | 15    | 0     | 0     |
| Inter de Milán · Italia | 1.ª                 | 2005/06             | 16   | 0    | 0    | 6                   | 0                   | 0                   | 4                        | 0                        | 0                        | 26    | 0     | 0     |
| Inter de Milán · Italia | 1.ª                 | 2006/07             | 24   | 2    | 1    | 14                  | 8                   | 0                   | 5                        | 0                        | 0                        | 43    | 10    | 1     |
| Inter de Milán · Italia | 1.ª                 | 2007/08             | 24   | 1    | 2    | 6                   | 0                   | 0                   | 3                        | 0                        | 0                        | 33    | 1     | 2     |
| Inter de Milán · Italia | 1.ª                 | 2008/09             | 21   | 1    | 0    | 3                   | 0                   | 0                   | 5                        | 0                        | 0                        | 29    | 1     | 0     |
| Inter de Milán · Italia | Total               | Total               | 93   | 4    | 3    | 33                  | 8                   | 0                   | 20                       | 0                        | 0                        | 146   | 12    | 3     |
| AS Roma · Italia | 1.ª                 | 2009/10             | 33   | 2    | 0    | 5                   | 0                   | 0                   | 6                        | 0                        | 0                        | 44    | 2     | 0     |
| AS Roma · Italia | 1.ª                 | 2010/11             | 28   | 2    | 0    | 4                   | 0                   | 0                   | 8                        | 0                        | 0                        | 40    | 2     | 0     |
| AS Roma · Italia | 1.ª                 | 2011/12             | 10   | 1    | 0    | 0                   | 0                   | 0                   | 2                        | 0                        | 0                        | 12    | 1     | 0     |
| AS Roma · Italia | 1.ª                 | 2012/13             | 25   | 1    | 0    | 4                   | 0                   | 0                   | -                        | -                        | -                        | 29    | 1     | 0     |
| AS Roma · Italia | 1.ª                 | 2013                | 5    | 0    | 0    | 1                   | 0                   | 0                   | -                        | -                        | -                        | 6     | 0     | 0     |
| AS Roma · Italia | Total               | Total               | 101  | 6    | 0    | 14                  | 0                   | 0                   | 16                       | 0                        | 0                        | 131   | 6     | 0     |
| Genoa CFC · Italia | 1.ª                 | 2014                | 15   | 0    | 0    | -                   | -                   | -                   | -                        | -                        | -                        | 15    | 0     | 0     |
| Genoa CFC · Italia | 1.ª                 | 2014/15             | 30   | 0    | 1    | 1                   | 0                   | 0                   | -                        | -                        | -                        | 31    | 0     | 1     |
| Genoa CFC · Italia | 1.ª                 | 2015/16             | 28   | 0    | 0    | 1                   | 0                   | 1                   | -                        | -                        | -                        | 29    | 0     | 1     |
| Genoa CFC · Italia | 1.ª                 | 2016/17             | 35   | 0    | 0    | 3                   | 0                   | 0                   | -                        | -                        | -                        | 38    | 0     | 0     |
| Genoa CFC · Italia | Total               | Total               | 108  | 0    | 1    | 5                   | 0                   | 1                   | -                        | -                        | -                        | 113   | 0     | 2     |
| Torino F.C. · Italia | 1.ª                 | 2017/18             | 24   | 0    | 0    | 1                   | 0                   | 0                   | -                        | -                        | -                        | 25    | 0     | 0     |
| Torino F.C. · Italia | Total               | Total               | 24   | 0    | 0    | 1                   | 0                   | 0                   | -                        | -                        | -                        | 25    | 0     | 0     |
| Total en su carrera | Total en su carrera | Total en su carrera | 436  | 14   | 4    | 53                  | 8                   | 1                   | 90                       | 2                        | 0                        | 579   | 24    | 5     |
| (1)Incluye Copa Italia. (2)Incluye Copa Mercosur, Copa Libertadores, Copa Sudamericana, Copa Intercontinental, UEFA Champions League y UEFA Europa League. |                     |                     |      |      |      |                     |                     |                     |                          |                          |                          |       |       |       |

### Selección nacional
| Selección                    | Temporada            | Amistoso | Amistoso | Sudamericano | Sudamericano | Copas América | Copas América | Eliminatorias | Eliminatorias | Copa Mundial | Copa Mundial | Juegos Olímpicos | Juegos Olímpicos | Total | Total |
| Selección                    | Temporada            | PJ       | G        | PJ           | G            | PJ            | G             | PJ            | G             | PJ           | G            | PJ               | G                | PJ    | G     |
| ---------------------------- | -------------------- | -------- | -------- | ------------ | ------------ | ------------- | ------------- | ------------- | ------------- | ------------ | ------------ | ---------------- | ---------------- | ----- | ----- |
| Argentina sub-20 Argentina   | 2001                 | 0        | 0        | 9            | 1            | -             | -             | -             | -             | 4            | 0            | -                | -                | 13    | 1     |
| Argentina sub-20 Argentina   | Total                | 0        | 0        | 9            | 1            | -             | -             | -             | -             | 4            | 0            | -                | -                | 13    | 1     |
| Argentina Olímpica Argentina | 2004                 | 0        | 0        | -            | -            | -             | -             | -             | -             | -            | -            | 3                | 0                | 3     | 0     |
| Argentina Olímpica Argentina | Total                | 0        | 0        | -            | -            | -             | -             | -             | -             | -            | -            | 3                | 0                | 3     | 0     |
| Argentina                    | 2003                 | 3        | 0        | -            | -            | -             | -             | -             | -             | -            | -            | -                | -                | 3     | 0     |
| Argentina                    | 2004                 | 0        | 0        | -            | -            | -             | -             | 1             | 0             | -            | -            | -                | -                | 1     | 0     |
| Argentina                    | 2005                 | 1        | 0        | -            | -            | -             | -             | 1             | 0             | -            | -            | -                | -                | 2     | 0     |
| Argentina                    | 2006                 | 2        | 0        | -            | -            | -             | -             | -             | -             | 3            | 0            | -                | -                | 5     | 0     |
| Argentina                    | 2007                 | 4        | 0        | -            | -            | 1             | 0             | 1             | 0             | -            | -            | -                | -                | 6     | 0     |
| Argentina                    | 2008                 | 4        | 2        | -            | -            | -             | -             | 4             | 0             | -            | -            | -                | -                | 8     | 2     |
| Argentina                    | 2009                 | 1        | 0        | -            | -            | -             | -             | 1             | 0             | -            | -            | -                | -                | 2     | 0     |
| Argentina                    | 2010                 | 5        | 0        | -            | -            | -             | -             | -             | -             | 5            | 0            | -                | -                | 10    | 0     |
| Argentina                    | 2011                 | 4        | 0        | -            | -            | 4             | 0             | 4             | 0             | -            | -            | -                | -                | 12    | 0     |
| Argentina                    | Total                | 24       | 2        | -            | -            | 5             | 0             | 12            | 0             | 8            | 0            | -                | -                | 49    | 2     |
| Total en selecciones         | Total en selecciones | 24       | 2        | 9            | 1            | 5             | 0             | 12            | 0             | 12           | 0            | 3                | 0                | 65    | 3     |

### Resumen estadístico
| Competición            | Encuentros | Goles | Promedio |
| ---------------------- | ---------- | ----- | -------- |
| Primera División       | 436        | 14    | 0,04     |
| Copas nacionales       | 53         | 8     | 0,15     |
| Copas internacionales  | 90         | 2     | 0,03     |
| Argentina sub-20       | 13         | 1     | 0,04     |
| Argentina Olímpica     | 3          | 0     | 0,00     |
| Selección de Argentina | 49         | 2     | 0,04     |
| Total                  | 644        | 27    | 0,03     |

## Palmarés

### Campeonatos nacionales
| N.º | Título              | Equipo            | País      | Año     |
| --- | ------------------- | ----------------- | --------- | ------- |
| 1   | Primera División    | C.A. Boca Juniors | Argentina | A-2000  |
| 2   | Primera División    | C.A. Boca Juniors | Argentina | A-2003  |
| 3   | Copa de Italia      | Inter de Milán    | Italia    | 2004/05 |
| 4   | Supercopa de Italia | Inter de Milán    | Italia    | 2005    |
| 5   | Serie A             | Inter de Milán    | Italia    | 2005/06 |
| 6   | Copa de Italia      | Inter de Milán    | Italia    | 2005/06 |
| 7   | Supercopa de Italia | Inter de Milán    | Italia    | 2006    |
| 8   | Serie A             | Inter de Milán    | Italia    | 2006/07 |
| 9   | Serie A             | Inter de Milán    | Italia    | 2007/08 |
| 10  | Supercopa de Italia | Inter de Milán    | Italia    | 2008    |
| 11  | Serie A             | Inter de Milán    | Italia    | 2008/09 |

### Trofeos Internacionales
| N.º | Título                | Equipo              | Sede         | Año  |
| --- | --------------------- | ------------------- | ------------ | ---- |
| 1   | Copa Libertadores     | C.A. Boca Juniors   | São Paulo    | 2000 |
| 2   | Copa Intercontinental | C.A. Boca Juniors   | Tokio        | 2000 |
| 3   | Copa Libertadores     | C.A. Boca Juniors   | Buenos Aires | 2001 |
| 4   | Copa Mundial Sub-20   | Selección Argentina | Buenos Aires | 2001 |
| 5   | Copa Libertadores     | C.A. Boca Juniors   | São Paulo    | 2003 |
| 6   | Copa Intercontinental | C.A. Boca Juniors   | Yokohama     | 2003 |
| 7   | Juegos Olímpicos      | Selección Argentina | Atenas       | 2004 |